# Méfiez-vous des abeilles !
Méfiez-vous des abeilles ! (en anglais Why I'm Afraid of Bees) est un roman fantastique et horrifique américain pour la jeunesse de la collection de livres Chair de poule écrite par R. L. Stine.
Dans la publication originale aux États-Unis, il porte le numéro 17 dans la collection et a été publié au mars 1994. En France, il s'agit du cinquième livre de la collection publié, le 23 mars 1995. Lors de la réédition française d'avril 2024, le roman change de titre, s'appelant désormais La Vengeance des Insectes (il n'y a pas de vengeance d'insectes dans le livre) et portant le numéro 11 dans la collection.
Ce roman aurait dû être adapté en épisode pour la série télévisée éponyme Chair de poule mais la production fut annulée en raison d'une trop grande difficulté d'adaptation.
Le livre raconte l'histoire de Grégory Dunoy, qui se retrouve accidentellement transformé en abeille, ce qui va irrémédiablement menacer son existence.

## Couverture française
La première illustration du livre, datant de la première édition de 1995, et dessinée par Henri Galeron, représentait Grégory Dunoy, le héros de l'histoire, miniaturisé et piégé dans une ruche, hurlant alors qu'une abeille l'attaque. Lors des rééditions ultérieures, et ce dès 1996, le dessin de couverture a été changé. L'illustration de la deuxième édition, conçue par Gérard Failly représente une abeille posée sur le nez de Grégory qui regarde l'insecte, peu rassuré, tandis que des gouttes de sueur s'échappent de ses cheveux cachés par une casquette rouge. L'illustration rappelle l'affiche du film Le Silence des Agneaux. La réédition d'avril 2024 dispose d'une nouvelle couverture conçue par Oriol Vidal: sur cette dernière, on voit un enfant se débattre avec une nuée d'abeilles.

## Adaptation télévisée
Ce roman de Chair de poule n'a pas bénéficié par la suite d'une adaptation télévisée dans la série éponyme Chair de poule qui fut produite à la suite du succès de la collection de romans.
Une adaptation fut néanmoins envisagée, mais finalement annulée en raison des difficultés d'adapter le roman à la télévision.